# Orihivka, Putîvl
Orihivka (în ucraineană Оріхівка) este un sat în comuna Mazivka din raionul Putîvl, regiunea Sumî, Ucraina.

## Demografie
Componența lingvistică a localității Orihivka
     Rusă (100%)
Conform recensământului din 2001, toată populația localității Orihivka era vorbitoare de rusă (100%).